# Prowincja Kanady (kolonia)
Prowincja Kanady (ang. Province of Canada) – kolonia brytyjska w Ameryce Północnej, powołana przez parlament brytyjski „Ustawą o Unii Kanadyjskiej” w 1840 roku. Kolonia powstała poprzez połączenie (unię) dwóch kolonii: Dolnej i Górnej Kanady.
Ustrój polityczny nowej kolonii został zaprojektowany zgodnie z rekomendacjami tzw. Raportu Durkhama, Lorda Lambtona, który został oddelegowany do Kanady przez władze brytyjskie w celu zbadania przyczyn rebelii, które wstrząsnęły obu częściami Kanady w 1837 roku. Głównym celem unii było zasymilowanie frankofońskiej ludności zamieszkującej Dolną Kanadę. Początkowo na stolicę kolonii wybrano Kingston. Potem rozpoczęto jej rotację pomiędzy Toronto a Montrealem. Po antyrządowych rozruchach w Montrealu, miasto to straciło swoje stołeczne przywileje. Ostatecznie na stałą stolicę wybrano Ottawę. Prowincja Kanady istniała do 1867, kiedy powołano Konfederację Kanady.

## Ustrój polityczny

Ustrój Prowincji Kanady przed reformą

Ustrój Prowincji Kanady po reformie

Głową kolonii był gubernator generalny. Był on przedstawicielem monarchii brytyjskiej w kolonii i posiadał szeroki zakres władzy. Do niego należało rozpisywanie wyborów, powoływanie i rozwiązywanie rady legislacyjnej, powoływanie i odwoływanie rządów. Gubernator nie był zobowiązany do popierania rządu opartego na większości parlamentarnej, choć od 1848 przyjęło się w zwyczaju tworzenie autentycznego rządu przedstawicielskiego.
Prowincja Kanady została podzielona na dwa rejony Kanadę Wschodnią, odpowiadającą wcześniejszej Dolnej Kanadzie i Kanadę Zachodnią, odpowiadającą Górnej Kanadzie. Choć Kanada Wschodnia była znacznie ludniejsza niż zachodnia, obu częściom przyznano taką samą reprezentację parlamentarną. Zamysł taki podyktowany był ochroną interesów ludności pochodzenia brytyjskiego, w większości zamieszkującej Kanadę Zachodnią. Ta początkowa przewaga Zachodniej Kanady, została szybko zniwelowana, wskutek bardzo intensywnego rozwoju demograficznego tej części kolonii. W ciągu kilkunastu lat Anglosasi z grupy wysoce nadreprezentowanej w parlamencie, stali się niedoreprezentowani. Doprowadziło to do permanentnego kryzysu rządowego, który ostatecznie doprowadził do wielkiej koalicji konserwatywno-liberalnej, której ostateczną konsekwencją była Konfederacja Kanady zawiązana w 1867 r.
Choć wszystkie ważne decyzje musiały być konsultowane z gubernatorem generalnym i to on w imieniu monarchy je ostatecznie zatwierdzał, władzę w Prowincji Kanady sprawował rząd. Od pierwszego rządu powołanego w 1840 przyjął się unikatowy zwyczaj podwójnego premierostwa. Na czele rządu zawsze stało dwóch premierów, jeden reprezentujący Kanadę Wschodnią, drugi Zachodnią. Choć jeden z nich nosił miano premiera tytularnego, wszystkie decyzje podejmowane były wspólnie i wymagały obopólnej zgody.
Okres 27 lat istnienia Prowincji Kanady był okresem kształtowania się nowoczesnego systemu parlamentarnego. Dwie partie, które wtedy powstały, były jedynymi, które sprawowały władzę w Kanadzie na poziomie federalnym do czasów współczesnych. Konserwatywna Partia Kanady wyewoluowała z dwóch elitarnych ugrupowań Family Compact, w Kanadzie Zachodniej i Château Clique, we Wschodniej. Liberalna Partia Kanady powstała na bazie kilku radykalnych i reformistycznych ugrupowań (niektóre z nich wywodziły się z kręgów rebelianckich) takich, jak: The Grits lub Rouges.

## Lista premierów
Tekstem wytłuszczonym podane jest nazwisko premiera tytularnego.
| Lp. | Nazwisko (Kanada Zachodnia) | Nazwisko (Kanada Wschodnia)            | Data objęcia urzędu  | Data złożenia urzędu |
| --- | --------------------------- | -------------------------------------- | -------------------- | -------------------- |
| 1.  | Samuel Harrison             |                                        | 5 lutego 1841        | 12 stycznia 1842     |
| 1.  | William Draper              |                                        | 5 lutego 1841        | 12 stycznia 1842     |
| 2.  | William Draper              | Charles Richard Ogden                  | 12 stycznia 1842     | 14 września 1842     |
| 3.  | Robert Baldwin              | Sir Louis-Hippolyte La Fontaine        | 26 września 1842     | 27 listopada 1843    |
| 4.  |                             | Sir Dominick Daly (pełniący obowiązki) | 27 listopada 1843    | 12 grudnia 1843      |
| 5.  | William Draper              | Denis-Benjamin Viger                   | 12 grudnia 1843      | 17 czerwca 1846      |
| 6.  | William Draper              | Denis-Benjamin Papineau                | 17 czerwca 1846      | 28 maja 1847         |
| 7.  | Henry Sherwood              | Denis-Benjamin Papineau                | 28 maja 1847         | 11 marca 1848        |
| 8.  | Robert Baldwin              | Sir Louis-Hippolyte La Fontaine        | 11 marca 1848        | 28 października 1851 |
| 9.  | Sir Francis Hincks          | Augustin-Norbert Morin                 | 28 października 1851 | 11 września 1854     |
| 10. | Sir Allan Napier MacNab     | Augustin-Norbert Morin                 | 11 września 1854     | 27 stycznia 1855     |
| 11. | Sir Allan Napier MacNab     | Sir Étienne-Paschal Taché              | 27 stycznia 1855     | 24 maja 1856         |
| 12. | Sir John Macdonald          | Sir Étienne-Paschal Taché              | 24 maja 1856         | 26 listopada 1857    |
| 13. | Sir John Macdonald          | Sir George-Étienne Cartier             | 26 listopada 1857    | 2 sierpnia 1858      |
| 14. | George Brown                | Antoine-Aimé Dorion                    | 2 sierpnia 1858      | 6 sierpnia 1858      |
| 15. | Sir John Macdonald          | Sir George-Étienne Cartier             | 6 sierpnia 1858      | 24 maja 1862         |
| 16. | John Sandfield Macdonald    | Louis-Victor Sicotte                   | 24 maja 1862         | 15 maja 1863         |
| 17. | John Sandfield Macdonald    | Antoine-Aimé Dorion                    | 15 maja 1863         | 30 maja 1864         |
| 18. | Sir John Macdonald          | Sir Étienne-Paschal Taché              | 30 maja 1864         | 30 lipca 1865        |
| 19. | Sir John Macdonald          | Sir Narcisse-Fortunat Belleau          | 30 lipca 1865        | 30 czerwca 1867      |

Objaśnienie kolorów:
- zielony – reformiści (Reformers, Rouges, itp.)
- żółty – konserwatyści (Family Compact, Château Clique)
- czerwony – Liberalna Partia Kanady
- niebieski – Konserwatywna Partia Kanady